# Przyjaciele Misia i Margolci
Przyjaciele Misia i Margolci – program telewizyjny dla najmłodszych od 2019 do 2023 roku w TVP ABC. Głównymi bohaterami programu są: Misiek (grany przez Tomasza Gęsikowskiego), lalka Margolcia (Beata Wyrąbkiewicz), dziadek Eugeniusz (Zbigniew Waleryś), żuk Żużu (Konrad Czarkowski),  wiewiórka Wiktor (Tomasz Czaplarski),  pająk Talentula (Ewa Szlachcic) i mucha Bzyk (Katarzyna Młynarczyk) Zwierzak (Przemysław Zieliński). Twórcami i autorami formatu są - reżyseria: Jacek Sołtysiak, zdjęcia: Janusz Gauer, scenografia: Alicja Patyniak - Rogozińska, kostiumy lalek: Anna Knittel, Kostium aktora: Martyna Tyczyńska, charakteryzacja aktora: Monika Strzałkowska. Autorami scenariuszy są Tomasz Trojanowski i Piotr Jachowicz czy Agnieszka Osak. Projekt i wykonanie lalek Konrad Czarkowski.
W tym programie bohaterowie to maskotki  mieszkające w drewnianym domku, który został wybudowany jako prezent dla wnuków przez ukochanego dziadka Eugeniusza. Opiekuńczy i czuły dziadek Eugeniusz, pod nieobecność dzieci, opiekuje się wszystkimi maskotkami. Rozwiązuje ich problemy; kiedy potrzeba służy z pomocą – tłumaczy podstawowe pojęcia i zjawiska. Jednak to, że Eugeniusz przyjaźni się i rozmawia z maskotkami, jest wielką tajemnicą...

## Emisja
Odcinek 1 został emitowany pilotażowo.
Odcinki 2–12 były emitowane wiosną 2020 roku bez emisji w wakacje.
Odcinki 13–40 były emitowane w sezonie 2020/2021 bez emisji w wakacje.
Odcinki 41–68 były emitowane w sezonie 2021/2022 bez emisji w wakacje.
Odcinki 69-82 były emitowane jesienią 2022 roku.

## Spis odcinków
1. Przyjaciele
2. Pułapka na złośnika
3. Zwierzątko domowe
4. Czas
5. Potwór
6. Wielkie szukanie
7. Nuda
8. Panika
9. Bieg z przeszkodami
10. Zarazki
11. Nie umiem się zdecydować
12. Dzień muchy
13. Banda Bzyka
14. Jedziemy na wycieczkę
15. Zguba
16. Na pomoc
17. Bo ja tak chcę
18. Konkurs piosenki
19. Fiolety
20. Awanturka
21. Niesympatyczna królewna
22. Wizyta kontrolna
23. Skarb
24. Margolina z planety Margo Margo
25. Roślinka
26. Tanga Randa Da
27. Noc duchów
28. Wróżka Margoluszka
29. Święto pasji
30. Ogródek warzywny
31. Mistrz
32. Na koniec świata
33. Najlepsza zabawa
34. Obietnica
35. Niespodzianka
36. Detektywi
37. Podchody Wiktora
38. Nowe atrakcje
39. Akcja sprzątanie
40. Zdjęcia próbne
41. Gwiazda
42. Kompleksy
43. Trzy niezwykłe kolory
44. Obowiązki
45. Nowy rekord
46. Złota rączka
47. Ekipa ratunkowa
48. Halo halo
49. Bzdurka
50. Przepis
51. Dzień szczęścia
52. Żart
53. Skarby Eugeniusza
54. Inny
55. Zmiany
56. Kucharz
57. Tygrys Pietrek
58. Urodziny Misia
59. Zły dzień
60. Zguba
61. Coś nowego
62. Hokus Pokus
63. Mądrala
64. Turniej rycerski
65. Palcem po globusie
66. Tylko spokojnie
67. Kosmitka
68. Główna wygrana
69. Przygoda na pustyni
70. Gdzie jest truflik
71. Zamieszanie
72. Odważna Margolcia
73. Kontuzja
74. Konkurs
75. Zespół rozweselający
76. Odkrywcy
77. Marsjanin
78. Imię misia
79. Pożegnanie jesieni
80. Pułapka na tygrysa
81. Deja Vu
82. Święta kontra Śniady

## Programy pochodne
Telewizja Polska wyprodukowała także szereg krótszych programów (ok. 5-minutowych), w których udział biorą bohaterowie serialu.
- Ale talent – program prowadzony przez Talentulę. Pokazuje ona jak wykonać proste prace techniczne, akcesoria przy użyciu przedmiotów znajdujących się w domu[1].
- Halo halo! – seria krótkich odcinków, w których bohaterowie znane z produkcji dziecięcych TVP (głównie z Przyjaciół Misia i Margolci) prowadzą ze sobą zabawne dialogi. Od 2 marca 2022 roku program jest emitowany z ukraińskim lektorem w stacji TVP ABC 2[2][3].
- Licz na Wiktora – w tym programie  Wiktor przedstawia widzom podstawy matematyki. Od 2 marca 2022 roku program jest emitowany z ukraińskim lektorem w stacji TVP ABC 2[4][5].
- Nauka literek z Żużu – program ten prowadzi żuk Żużu. Każdy odcinek opowiada o innej literze alfabetu[6].
- Tyci encyklopedia Bzyka – program, w którym prowadzącym jest Bzyka. Muszka przybliża dzieciom otaczający je świat i przy okazji wyjaśnia sens znanych powiedzeń[7].